# Joe Lynn Turner
Joe Lynn Turner (* 2. srpen 1951, Hackensack, New Jersey, Spojené státy) je americký rockový zpěvák, nejvíce známý pro jeho práci s kytaristou Ritchie Blackmorem ve skupinách Deep Purple a Rainbow a s Yngwie Malmsteenem.

## Kariéra

### Začátky
V roce 1977 se Lynn připojil k poprockové skupině Fandango, která podepsala smlouvu s vydavatelstvím RCA Records. Lynn zpíval a hrál na kytaru na čtyřech albech kapely. Skupina cestovala s mnoha umělci včetně The Beach Boys a Billy Joel.

### Rainbow (1980-1984)
Skupina se nakonec rozpadla a Lynnovi zavolal mu britský kytarista Ritchie Blackmore. Výsledkem byl konkurz a Lynn byl okamžitě zařazen do Rainbow. Skupina byla populární v Evropě a Japonsku, zatímco nedosáhla stejné úrovně úspěchu v USA. Lynn přispěl do skupiny popovým vlivem a Rainbow se stala úspěšnou v USA. Několik skladeb z alb s Lynnem dosáhlo na začátku až poloviny 80. let v Top 20 na rockových rádiích. 'Stone Cold' se stal prvním hitem Rainbow v Top 40 a videoklipy skupiny se hráli na MTV. Turner nahrál tři studiová alba s Rainbow: Difficult to Cure, Straight Between the Eyes a Bent Out of Shape, která obsahovala singly 'Street of Dreams' a 'Can't Let You Go'. Rainbow se rozpadli v roce 1984.

### Sólová kariéra (1984-1987)
Po rozpadu Rainbow se Lynn vydal na sólovou dráhu, a v roce 1985 vydal debutové sólové album Rescue You. První singl, 'Endlessly' získal rozsáhlé vysílání v rádiu a MTV. Následovaly turné s Night Ranger a Pat Benatarem.

### Yngwie Malmsteen's Rising Force (1987-1990)
V roce 1987 se nakonec připojil k Yngwie Malmsteen's Rising Force a nahrál s ními album Odyssey. Krátké turné, které následovalo po vydání alba zahrnovalo koncert v Petrohradu, který byl nahrán, a poté vydán jako Trial by Fire (1989). Později téhož roku Turner kapelu opustil.

### Deep Purple (1989-1992)
Lynn byl v roce 1989 požádán, aby se připojil ke skupinám Bad Company, Foreigner a Deep Purple. Lynn jsi vybral připojit se k Deep Purple a nahrál s nimi album Slaves and Masters (1990). Album se umístilo v americkém žebříčku Billboard 200 na 87. místě, což bylo za očekáváním Deep Purple Album. V Japonsku (100 tisíc kopií) a Švýcarsku (25 tisíc kopií) získalo zlatá alba. Poměrně úspěšné turné následovalo v roce 1991, zejména v Evropě s Lynnem ochotným zazpívat písně z Coverdaleovi éry, což Gillan odmítal. Lynn byl vyhozen ze skupiny na konci roku 1992 uprostřed zasedání pro následné album (které se nakonec stalo The Battle Rages On), aby uvolnil místo pro vracejícího se Gillana k 25. výročí kapely.

### Mother's Army (1993-1998)
V roce 1993 se Turner se připojil k rockové superskupině Mother's Army, tvořili kytarista Jeff Watson (Night Ranger), baskytarista Bob Daisley (ex-Ozzy Osbourne) a bubeník Carmine Appice (ex-Cactus, ex-Ozzy Osbourne). Mezi lety 1993 až 1998 vydali tři studiová alba, ale nakonec se v roce 1998 rozpadli.

### Návrat na sólovou dráhu a hudební projekty (1995-dosud)
Poté co nahrál alba s Mother's Army, tak se Turner rozhodl vrátit se zpátky na sólovou dráhu. V listopadu 1995 vydal druhé studiové album nazvané Nothing's Changed vydané přes Pony Canyon Records. Mezitím Lynn začal spolupracovat s finským rockovým projektem Brazen Abbot, který vede bulharský kytarista Nikolo Kotzev. Lynn pro kapelu napsal a nazpíval písně na čtyřech studiových albech včetně Eye of the Storm (1996), Bad Religion (1997), Guilty As Sin (2003) a My Resurrection (2005). 
V listopadu 1997 přes vydavatelství Shrapnel vydal cover album Under Cover. Většina se skládá z coverů hudebníků, kteří měli na Lynna velký vliv. Dokonce obsahuje písně jako 'Street of Dreams' od Rainbow a 'Thief in the Night' od Fandango, které Lynn dříve napsal a nazpíval.
V roce 1998 Lynn vydal čtvrté studiové album Hurry Up and Wait. Na albu je song 'Too Much Is Not Enough' bylo původně nahráno pro nevydané pokračování debutového alba. Poté song Lynn nahrál s Deep Purple na albu Slaves and Masters.
Kvůli úspěšným prodejům předchozího cover alba ho vydavatelství Shrapnel požádalo, aby nahrál další. V červnu 1999 Lynn vydal páté studiové a druhé cover album Under Cover 2. Album se znovu skládá z coverů oblíbených interpretů Lynna. Album obsahuje song 'Lost in Hollywood' od Rainbow, který Lynn věnoval pro bubeníka a člena Rainbow Cozyho Powella, který zemřel v dubnu 1998.
V roce 2000 Lynn vydal šesté album Holy Man, mezitím oslovil bývalého baskytaristu Deep Purple Glenna Hughese, aby vystoupil na koncertech v Japonsku na podporu Lynnova šestého sólového alba. 
Lynn a Hughes v roce 2001 založili rockový projekt Hughes Turner Project. Mezitím ještě stihl vydat sedmé studiové album Slam. Projekt vyústil v letech 2001 až 2003 ve dvě studiová alba (HTP a HTP2) a živé album (Live in Tokyo). Projekt se v roce 2004 rozpustil, protože Turner a Hughes se rozhodli věnovat sólovým kariérám. V roce 2005 Hughes a Turner ještě jednou spolupracovali na ruském studiovém projektu Michael Men Project na albu Made in Moscow.
Lynn v listopadu 2003 vydal osmé studiové album JLT.
V roce 2006 se stal součástí rockového hudebního projektu Sunstorm, kde působil do roku 2020.
20. dubna 2007 vydal desáté studiové album Second Hand Life. Na albu byl spoluautorem Jim Peterik klávesista ze skupiny Survivor.
V letech 2008 až 2012 byl členem rockové superskupiny Big Noize. V kapele Lynn účinkoval po boku kytaristy Carlose Cavaza (ex- Quiet Riot), baskytaristy Phila Soussana (ex-Ozzy Osbourne) a bubeníka Vinnyho Appiceho (ex-Dio). Na podzim roku 2008 kapela odcestovala do Iráku a Kuvajtu, aby pobavila americké jednotky. Bubeník Simon Wright (ex-AC/DC) dočasně nahradil Appice kvůli jiným závazkům na turné.
V roce 2008 založil Lynn skupinu Over the Rainbow, pocta kapely složenou z bývalých hudebníků Rainbow včetně bubeníka Bobbyho Rondinelliho, baskytaristy Grega Smithe, klávesisty Paula Morrise a kytarista Jürgen Blackmore (nejstarší syn Ritchieho Blackmorea). V roce 2011 si kapela dala "pauzu", aby se členové kapely mohli věnovat jiným projektům.
V roce 2013 byl hostem na albu The Mystery of Time od hudebního projektu Avantasia, kde nazpíval pár písní.
V roce 2014 byl v kapele Rated X, vydala svůj stejnojmenný debut přes Frontiers Records. Kapelu vedli Carmine Appice, baskytarista Tony Franklin a kytarista Karl Cochran.
V roce 2021 Lynn zpíval dva písně skupiny Michael Schenker Group na albu Immortal.
V posledních letech se Turnerovi dostalo uznání a významných ocenění z celého světa. V roce 2015 byl jmenován kulturním velvyslancem v Bulharsku. Téhož roku přijal cenu Legends of Rock v Itálii a cenu Peacemaker Award od ruské administrativy na okupovaném Krymu za podporu míru a mimořádný přínos světovému umění.  A v roce 2016 obdržel v Peru cenu Muž zlatého hlasu.
V posledních letech se Lynn distancuje od Spojených států a dodal: "Abych řekl pravdu, Spojené státy už nemiluji. Nemám rád administrativu, nelíbí se mi, co se děje, nelíbí se mi lži vůči lidem. Nosím prsten Ruské federace mnoho let, protože vím, že právě tam žije pravda."
V roce 2022 vydal po patnácti letech své jedenácté album Belly of the Beast.

## Osobní život
Lynn žije v okolí Minsku a v roce 2011 jsi vzal ruskou právničku Mayu Kozyreva. A má s ní syna Mattea.
V srpnu 2022 v tiskové zprávě také uvedl, že mu byla ve věku pouhých tří let diagnostikována alopecia totalis (ztráta vlasů) a od 14 let musel nosit paruku, aby skryl nedostatek vlasů.
Turner má italské kořeny.